# Utilisateur (commerce)
Pour les articles homonymes, voir Utilisateur.
 (juin 2024).
La mise en forme du texte ne suit pas les recommandations de Wikipédia : il faut le « wikifier ».
Les points d'amélioration suivants sont les cas les plus fréquents :
- Les titres sont pré-formatés par le logiciel. Ils ne sont ni en capitales, ni en gras.
- Le texte ne doit pas être écrit en capitales (les noms de famille non plus), ni en gras, ni en italique, ni en « petit »…
- Le gras n'est utilisé que pour surligner le titre de l'article dans l'introduction, une seule fois.
- L'italique est rarement utilisé : mots en langue étrangère, titres d'œuvres, noms de bateaux, etc.
- Les citations ne sont pas en italique mais en corps de texte normal. Elles sont entourées par des guillemets français : « et ».
- Les listes à puces sont à éviter, des paragraphes rédigés étant largement préférés. Les tableaux sont à réserver à la présentation de données structurées (résultats, etc.).
- Les appels de note de bas de page (petits chiffres en exposant, introduits par l'outil «  Source ») sont à placer entre la fin de phrase et le point final[comme ça].
- Les liens internes (vers d'autres articles de Wikipédia) sont à choisir avec parcimonie. Créez des liens vers des articles approfondissant le sujet. Les termes génériques sans rapport avec le sujet sont à éviter, ainsi que les répétitions de liens vers un même terme.
- Les liens externes sont à placer uniquement dans une section « Liens externes », à la fin de l'article. Ces liens sont à choisir avec parcimonie suivant les règles définies. Si un lien sert de source à l'article, son insertion dans le texte est à faire par les notes de bas de page.
- La présentation des références doit suivre les conventions bibliographiques. Il est recommandé d'utiliser les modèles {{Ouvrage}}, {{Chapitre}}, {{Article}}, {{Lien web}} et/ou {{Bibliographie}}. Le mode d'édition visuel peut mettre en forme automatiquement les références.
- Insérer une infobox (cadre d'informations à droite) n'est pas obligatoire pour parachever la mise en page.

Pour une aide détaillée, merci de consulter Aide:Wikification.
Si vous pensez que ces points ont été résolus, vous pouvez retirer ce bandeau et améliorer la mise en forme d'un autre article.
Dans la logique commerciale, le terme utilisateur désigne le consommateur final. C'est celui qui dispose et manipule le produit, le service commercialisé (sous sa forme physique ou digitale) de manière provisoire ou définitive.
L'utilisateur commercial peut revêtir deux rôles : le sujet (lors d'étude consommateur/utilisateur) et l'objet à convertir lui-même (cible marketing équivalent du client ou acquéreur) avec qui une relation se crée (il était généralement considéré que l'utilisateur était l'acheteur du service ou produit, depuis la démocratisation de l'informatique, de la télécommunication et d'internet, un nombre important de services et fonctions dématérialisés/numériques sont disponibles gratuitement). 
L'utilisateur devient un indicateur permettant de déterminer la satisfaction utilisateur et/ou le succès du service rendu (audience) par l'étude de prérequis sociaux culturels nécessaires à sa conception et à la fabrication (usage, ergonomie, production, implémentation dans le contexte). 
La manipulation d'étapes préliminaires ou antérieures (procédure d'acquisition, acheminement, mise en service, stockage, autonomie, entretien) à l'utilisation réelle ainsi que l'utilisation des services ou fonctions convoitées en elles-mêmes (objet de désir de la manipulation et/ou  de l'achat) peuvent placer l'utilisateur dans différentes postures intellectuelles et émotionnelles vis-à-vis de ce même service/objet (joie, satisfaction, frustration, incompréhension, surprise, rejet, admiration, reconnaissance) et vis-à-vis de son émetteur (entité sociale, marque, individu).
Notions associées :
- Utilisabilité
- Client
- Consommateur
- Manipulateur
- Fonction
- Service
- Design

Dans la logique de développement durable, l'utilisateur/consommateur n'est qu'un acteur comme les autres, la notion d'utilisateur/consommateur final disparaît au profit de celle d'acteur. L'acteur n'est qu'un élément de transformation des ressources intellectuelles ou matérielles. On parle alors de chaîne d'acteurs. Tout acteur de la chaîne a une responsabilité identique sur le devenir des ressources. En effet une erreur d'un acteur peut entraîner la dégradation de toute la chaîne d'actions. Charge à chaque acteur lorsqu'il détruit une ressource, qu'il en fasse une ressource pour un autre acteur. La chaîne d'acteurs est durable quand elle forme un cycle.